# São Pedro do Sul (Portogallo)
São Pedro do Sul (sɐ̃ũ 'pedɾu du suɫ) è un comune portoghese di 19 083 abitanti situato nel distretto di Viseu.
Sorge sulle rive del fiume Vouga.

## Società

### Evoluzione demografica
| Popolazione di São Pedro do Sul (1849 – 2004) | Popolazione di São Pedro do Sul (1849 – 2004) | Popolazione di São Pedro do Sul (1849 – 2004) | Popolazione di São Pedro do Sul (1849 – 2004) | Popolazione di São Pedro do Sul (1849 – 2004) | Popolazione di São Pedro do Sul (1849 – 2004) | Popolazione di São Pedro do Sul (1849 – 2004) | Popolazione di São Pedro do Sul (1849 – 2004) | Popolazione di São Pedro do Sul (1849 – 2004) |
| --------------------------------------------- | --------------------------------------------- | --------------------------------------------- | --------------------------------------------- | --------------------------------------------- | --------------------------------------------- | --------------------------------------------- | --------------------------------------------- | --------------------------------------------- |
| 1849                                          | 1900                                          | 1930                                          | 1960                                          | 1981                                          | 1991                                          | 2001                                          | 2004                                          |                                               |
| 13844                                         | 22051                                         | 23426                                         | 24273                                         | 21220                                         | 19985                                         | 19083                                         | 19215                                         |                                               |

## Freguesias
- Bordonhos
- Carvalhais e Candal
- Figueiredo de Alva
- Manhouce
- Pindelo dos Milagres
- Pinho
- Santa Cruz da Trapa e São Cristóvão de Lafões
- São Félix
- São Martinho das Moitas e Covas do Rio
- São Pedro do Sul, Várzea e Baiões
- Serrazes
- Sul
- Valadares
- Vila Maior